# الرخصة الأوروبية لقيادة الحاسب الآلي

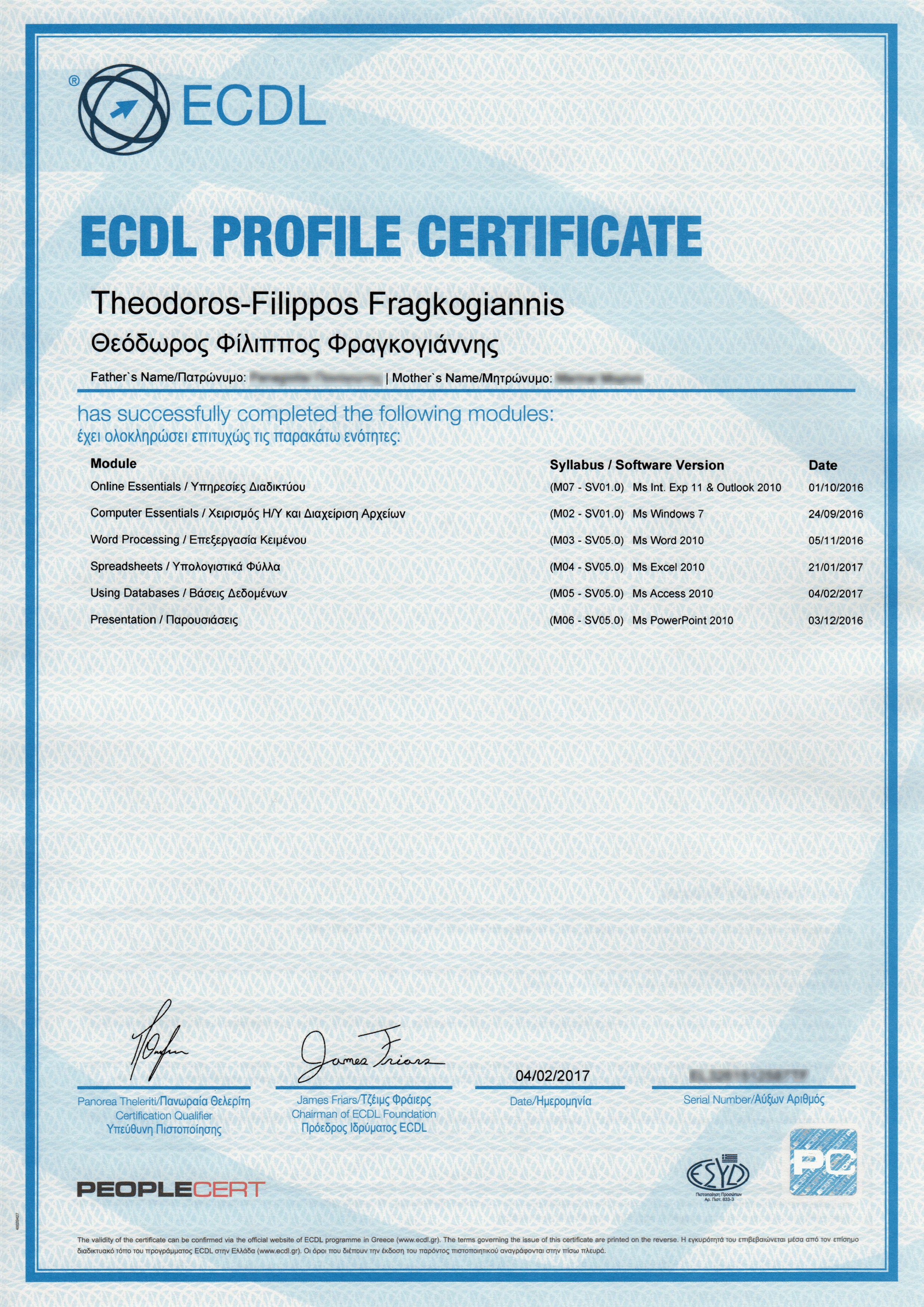
الشهادة ECDL Profile صدرت في اليونان في فبراير 2017.

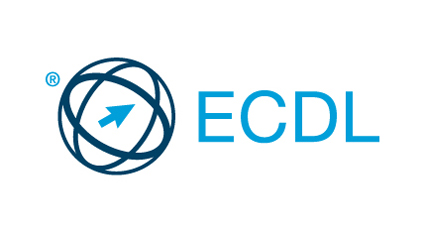

الرخصة الأوروبية لقيادة الكمبيوتر (ECDL)، والمعروفة أيضًا باسم الرخصة الدولية لقيادة الكمبيوتر (ICDL) في البلدان غير الأوروبية، هي عبارة عن شهادة محو الأمية الحاسوبية تقدمها مؤسسة ECDL ،  وهي منظمة غير ربحية.
شهادة ECDL / ICDL - هي شهادة معترف بها عالميًا لتكنولوجيا المعلومات والاتصالات (ICT) ومحو الأمية الرقمية. بخلاف الاسم، لا يوجد فرق بين ECDL و ICDL ويتم التعرف عليهما على أنهما مكافئان. وفقًا لمؤسسة ECDL، تم تسجيل أكثر من 14 مليون شخص في أكثر من 100 دولة كمرشحين للحصول على ECDL.
في عام 1995، طُوِّر برنامج شهادة ECDL من خلال فريق عمل من مجلس جمعيات المعلوماتية المهنية الأوروبية (CEPIS) وأوصت به المجموعة عالية المستوى التابعة للمفوضية الأوروبية ESDIS ليكون مخطط اعتماد على مستوى أوروبا. قارن فريق العمل العديد من مخططات الاعتماد الوطنية واختار CDL من فنلندا كأساس للتجريب واعتماده لاحقًا في ECDL.
في المملكة المتحدة، يتم استخدامه من قبل الخدمة الصحية الوطنية كمؤهل معياري لتكنولوجيا المعلومات، وبالتالي فهو متاح مجانًا لجميع الموظفين.

## اختبارات
من أجل إجراء الاختبارات، يشتري المرشح بطاقة مهارات ECDL، والتي يتم إصدارها عادةً إلكترونيًا وتكون بمثابة تسجيل دخول إلى منصة الاختبار. للتحضير لاختبار الوحدة، قد يستخدم المرشح اختبارات تشخيص ECDL. يتم الاختبار باستخدام برنامج يحاكي بيئة Windows / Microsoft Office. تتم مراقبة حركات الماوس وضربات المفاتيح للمرشح ويتم الإبلاغ عن نتيجة الاختبار فور اكتمال الاختبار.

### جديد ( ECDL / ICDL ) اخر اصدار
منذ عام 2013، تم تقسيم المنهج الدراسي إلى 18 وحدة على ثلاثة مستويات:
- الوحدات الأساسية
  - أساسيات الكمبيوتر
  - أساسيات الإنترنت
  - معالجة الكلمة
  - جداول البيانات
  - نظرية
- الوحدات المتوسطة
  - عرض
  - استخدام قواعد البيانات
  - أمن تكنولوجيا المعلومات
  - التعاون عبر الإنترنت
  - تعديل الصورة
  - تحرير الويب
  - تخطيط المشروع
  - 2D التصميم بمساعدة الكمبيوتر
  - استخدام نظم المعلومات الصحية
  - تكنولوجيا المعلومات والاتصالات في التعليم
  - التسويق الرقمي
- وحدات متقدمة
  - معالجة الكلمات المتقدمة
  - جداول البيانات المتقدمة
  - قاعدة بيانات متقدمة
  - عرض متقدم

### الأصل ECDL / ICDL
حتى عام 2013، كان منهج ECDL / ICDL مقسمًا إلى سبع وحدات. وهذه هي:
- الأمان لمستخدمي تكنولوجيا المعلومات
- أساسيات مستخدم تكنولوجيا المعلومات (مستكشف Windows في ويندوز 7)
- معالجة الكلمات (Microsoft Word 2013)
- جداول البيانات (Microsoft Excel 2013)
- قواعد البيانات (Microsoft Access 2010)
- العروض التقديمية (Microsoft PowerPoint 2010)
- استخدام البريد الإلكتروني والإنترنت (مستكشف Windows في Windows 7)

بالإضافة إلى ذلك، كان هناك إصدار متقدم تم تقسيمه إلى أربع وحدات. وهذه هي:
معالجة الكلمات المتقدمة
جداول البيانات المتقدمة
عرض متقدم
قاعدة بيانات متقدمة
استخدمت العديد من مراكز التدريب برامج Microsoft (تظهر التطبيقات المستخدمة بين قوسين) ولكن يمكن استخدام بيئات البرامج الأخرى، مثل أباتشي أوبن أوفيس/ليبر أوفيس.

#### ما هي الرخصة الدولية لقيادة الحاسوب؟
هي اختبار للمهارات التطبيقية في سبع مجالات منفصلة وهي :
1. المفاهيم الأساسية لتكنولوجيا المعلومات
2. استخدام الكمبيوتر وتنظيم الملفات
3. معالجة النصوص
4. الجداول الإلكترونية
5. قواعد البيانات
6. العروض التقديمية
7. الإنترنت

## أهداف الرخصة الدولية

### على صعيد أصحاب العمل والمسؤولين
- زيادة الإنتاجية.
- تقليل التكلفة.
- زيادة جودة الإنتاج.
- اختصار الوقت.
- الاستخدام الأفضل لمصادر تكنولوجيا المعلومات.
- رفع كفاءة الموظفين
- العمل الجماعى

### على صعيد المجتمع
- استحداث وظائف جديدة في مجال قطاعات الأعمال.
- تنمية الثقافة الرقمية في أوساط المجتمع.

### على صعيد الفرد
- توفير كفاءات معترف بها دولياً.
- تحسين فرص العمل والرقي الوظيفي.
- زيادة الثقة في العمل باستخدام الحاسب الآلي.